# Пйонткова (Малопольське воєводство)
Пйонткова (пол. Piątkowa) — село в Польщі, у гміні Хелмець Новосондецького повіту Малопольського воєводства.
Населення — 1517 осіб (2011).

## Демографія
Демографічна структура станом на 31 березня 2011 року:
|          | Загалом | Допрацездатний вік | Працездатний вік | Постпрацездатний вік |
| -------- | ------- | ------------------ | ---------------- | -------------------- |
| Чоловіки | 763     | 216                | 487              | 60                   |
| Жінки    | 754     | 180                | 469              | 105                  |
| Разом    | 1517    | 396                | 956              | 165                  |